# Udo Tesch (Politiker)
Udo Tesch (* 11. Mai 1933 in Sassenburg; † 5. November 2016 in Heidgraben) war ein deutscher Kommunalpolitiker der SPD.

## Leben
Tesch, gelernter Bauingenieur, hatte von 1967 bis 2016 das Amt des Bürgermeisters in der Gemeinde Heidgraben inne. Durch elfmalige Wiederwahl war er dienstältester und einer der am längsten amtierenden ehrenamtlichen Bürgermeister Schleswig-Holsteins. Zudem zählte er zum Zeitpunkt seiner Wahl zu den jüngsten Bürgermeistern des Landes.
Während der Amtszeit Teschs wuchs die Gemeinde von 900 auf 2600 Einwohner. Für sein politisches Engagement wurde ihm unter anderem 1986 von Bundespräsident Richard von Weizsäcker das Bundesverdienstkreuz am Bande und 1999 durch das Land Schleswig-Holstein die Freiherr-vom-Stein-Verdienstmedaille verliehen. Zudem erhielt er die Ehrenbürgerschaft in Heidgraben und die Bürgermeister-Tesch-Straße in Heidgraben wurde nach ihm benannt. Für sein kirchliches Engagement wurde er im Mai 2013 mit dem Ansgarkreuz ausgezeichnet.
Im April 2016 trat Tesch von seinem Amt als Bürgermeister aus gesundheitlichen Gründen zurück. Im November desselben Jahres starb er im Alter von 83 Jahren.